# 590 Tomyris
590 Tomyris eller 1906 TO är en asteroid i huvudbältet, som upptäcktes 4 mars 1906 av den tyske astronomen Max Wolf i Heidelberg. Den är uppkallad efter drottning Tomyris.
Asteroiden har en diameter på ungefär 30 kilometer och tillhör asteroidgruppen Eos.